# Maria van Châtillon

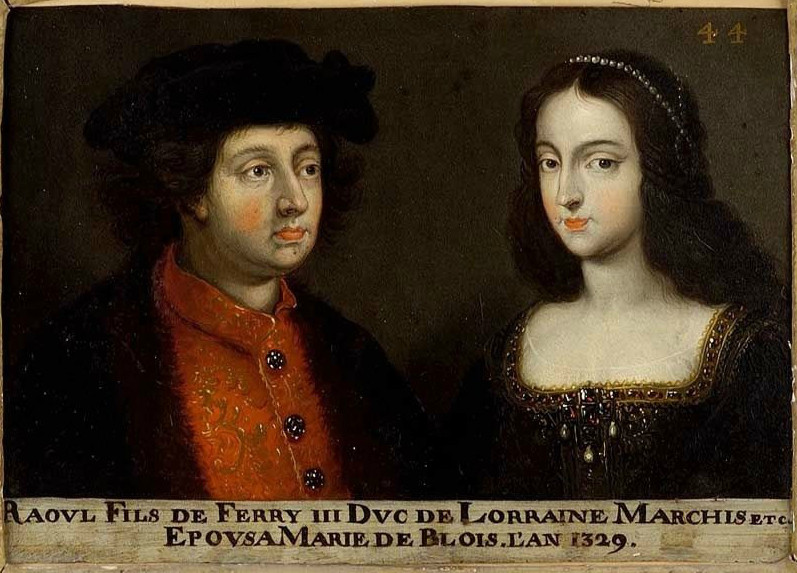
17e-eeuws portret van het echtpaar Rudolf van Lotharingen en Maria van Châtillon

Maria van Châtillon (circa 1323 - 19 mei 1363) was van 1334 tot 1346 hertogin-gemalin en van 1346 tot 1354 regentes van Lotharingen. Ze behoorde tot het huis Châtillon.

## Levensloop
Maria van Châtillon was een dochter van graaf Gwijde I van Blois uit diens huwelijk met Margaretha van Valois, dochter van graaf Karel van Valois en zus van koning Filips VI van Frankrijk. Ze was tevens de zus van de zalig verklaarde Karel van Blois, die samen met zijn echtgenote Johanna het hertogdom Bretagne bestuurde.
In 1334 huwde ze met hertog Rudolf van Lotharingen (1320-1346), met wie ze drie kinderen kreeg: een meisjestweeling die in 1343 dood ter wereld kwam en Jan I (1346-1390). In augustus 1346 sneuvelde Rudolf in de Slag bij Crécy, waarna de amper zes maanden oude Jan I hem opvolgde. Maria van Châtillon werd regentes voor haar minderjarige zoon.
Na de dood van haar echtgenoot had Maria het fort van Château-Salins geërfd, dat ze moest afstaan aan Adhémar van Monteil, bisschop van Metz. Dit leidde tot een gewapend conflict tussen beide partijen, dat – onderbroken door enkele wapenstilstanden – tien jaar zou duren. Ook sloot ze in 1347 en 1348 twee vredesverdragen met Yolande van Dampierre, die namens haar minderjarige zoon Eduard II het graafschap Bar bestuurde. In 1350 werd de vrede verbroken en vielen Maria van Châtillon, graaf Jan van Salm en graaf Walram van Saarbrücken de Barrois aan. Als represaille vielen Yolande en de bisschop van Metz de omgeving van de stad Nancy aan. Na bemiddeling door paus Clemens VI en koning Jan II van Frankrijk sloten beide partijen in 1352 opnieuw vrede.
Eind 1352 hertrouwde Maria met een edelman uit Lotharingen, graaf Ferry van Limange, met wie ze kinderloos bleef. Zoals bepaald in het testament van haar echtgenoot Rudolf, moest ze vervolgens het regentschap over Lotharingen delen met graaf Everhard II van Württemberg. Ze bleven regenten tot in 1354, toen Jan I van koning Jan II van Frankrijk de toelating kreeg om zelfstandig te regeren.
Maria van Châtillon stierf in mei 1363.